# Adolf Fredriks kyrkogata

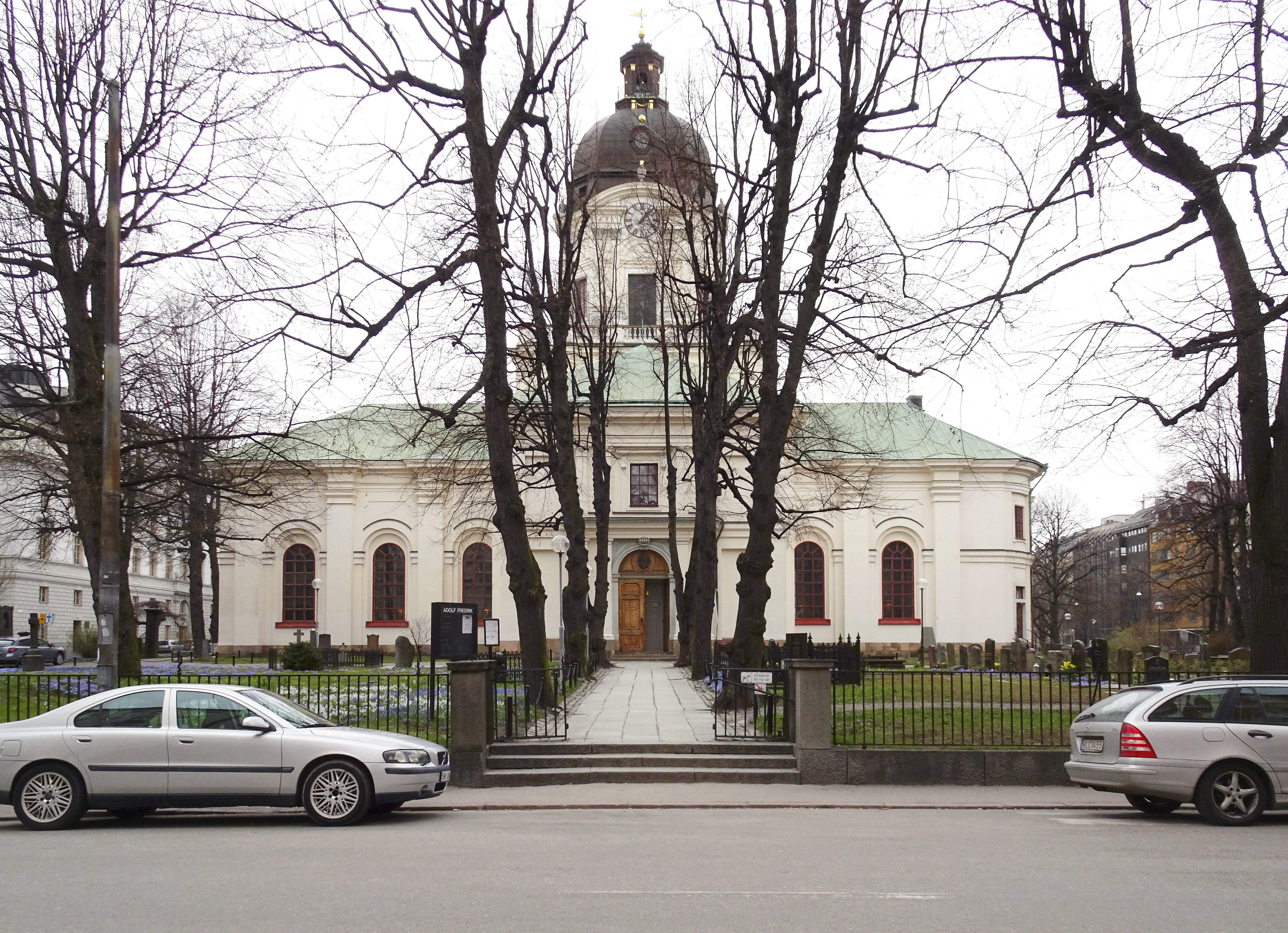
Adolf Fredriks kyrka sedd från Adolf Fredriks kyrkogata, 2017.

Adolf Fredriks kyrkogata är en gata på Norrmalm i Stockholm. Gatan sträcker sig från Luntmakargatan i öster till Drottninggatan i väster. Gatan delas av Sveavägen och fick sitt nuvarande namn i samband med den omfattande namnrevisionen i Stockholm 1885.

## Historik

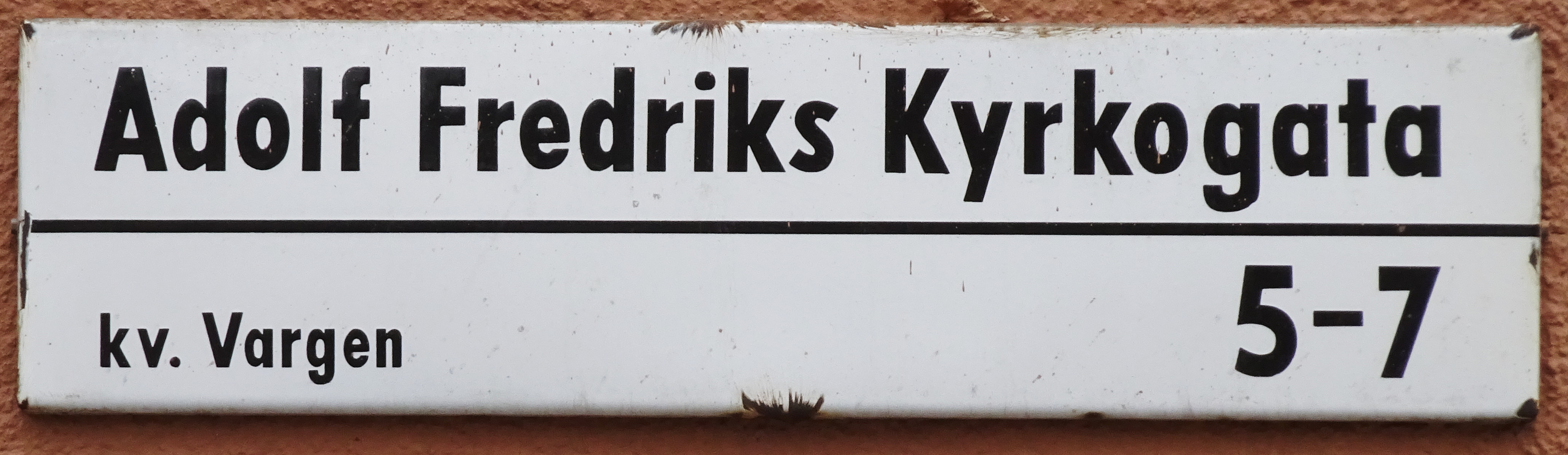

Adolf Fredriks kyrkogata har sitt namn efter Adolf Fredriks kyrka, som ligger norr om gatans mellersta del. Kyrkan invigdes 1774 och innan dess hade vägavsnittet namn som S:t Olofsgatan, S:t Olofs tvärgränd, S:t Olofs kyrkogata. De var samtliga uppkallade efter S:t Olofs kapell, ett träkapell som var Adolf Fredriks kyrkas föregångare och revs i maj 1744. Andra namn var Barnhus Kyrkogatan och Barnhusgränden efter närbelägna Allmänna Barnhuset. Sedan kyrkan invigdes 1774 etablerades namnet Adolf Fredriks södra kyrkogata som 1885 ändrades till nuvarande namn.

## Byggnader (urval)
- Adolf Fredriks kyrka, uppkallad efter kung Adolf Fredrik, ritad av arkitekt Carl Fredrik Adelcrantz och invigd den 27 november 1774.  På kyrkogården fann Olof Palme sin sista vila.
- Största profana byggnad vid Adolf Fredriks kyrkogata är byggnaden för tidigare  Riksförsäkringsanstalten, ritad av Sigurd Lewerentz och byggd mellan 1930 och 1932. Byggnaden är sedan oktober 1993 ett lagskyddat byggnadsminne.[2]
- Vid Adolf Fredriks kyrkogata 10 ligger Fenixpalatset, granne med Riksförsäkringsanstalten. Fenixpalatset var en restaurang och ett känt nöjesetablissemang invigt 1912. Idag finns Citykyrkan i byggnaden.
- I hörnet  Sveavägen 48 ligger före detta Ateneum för flickor, en skola byggd 1910 i jugendstil efter ritningar av arkitektfirman Hagström & Ekman.

## Bilder, byggnader i urval

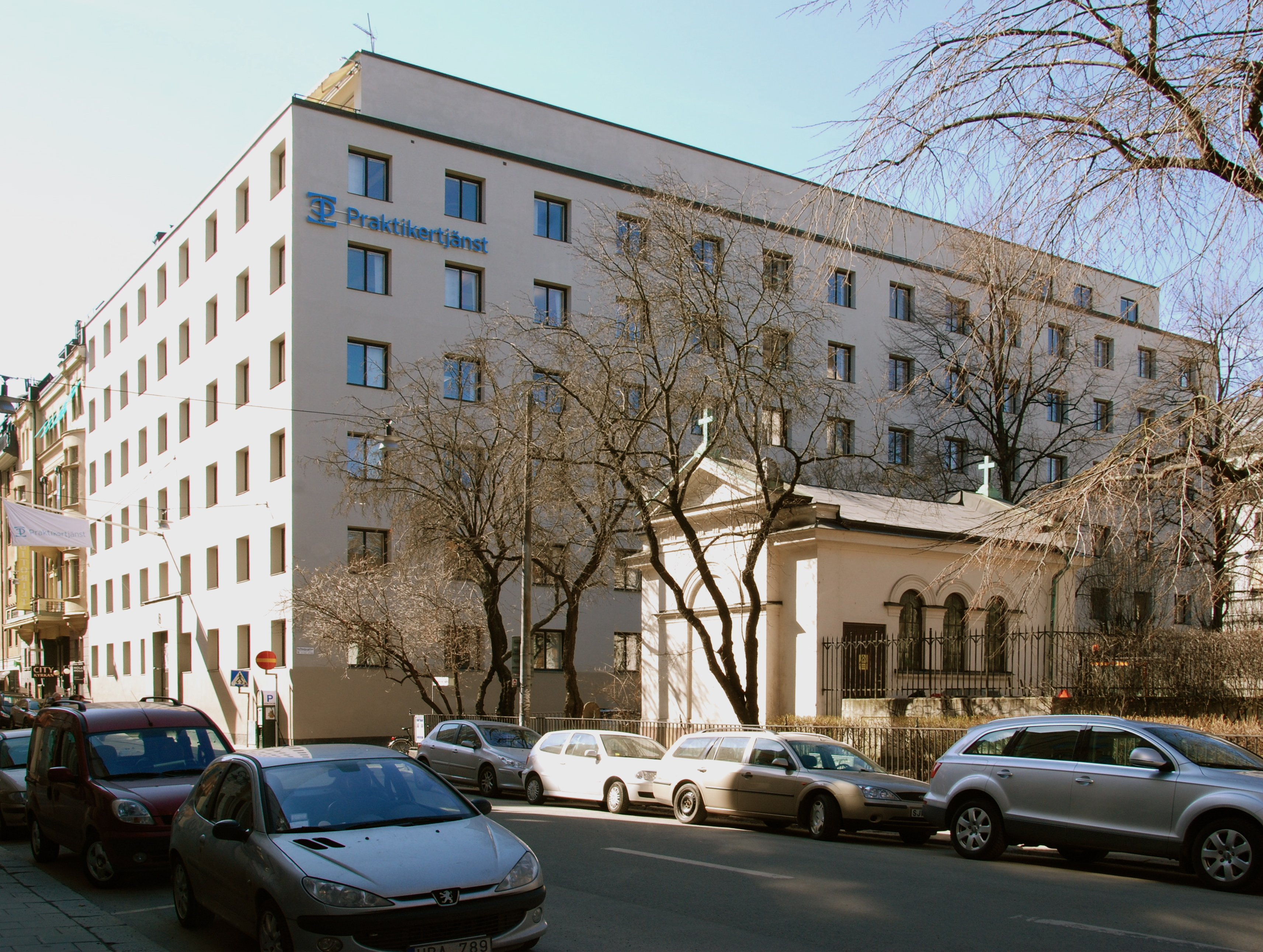
Vy mot nordväst vid Adolf Fredriks kyrka och f.d. Riksförsäkringsanstalten.
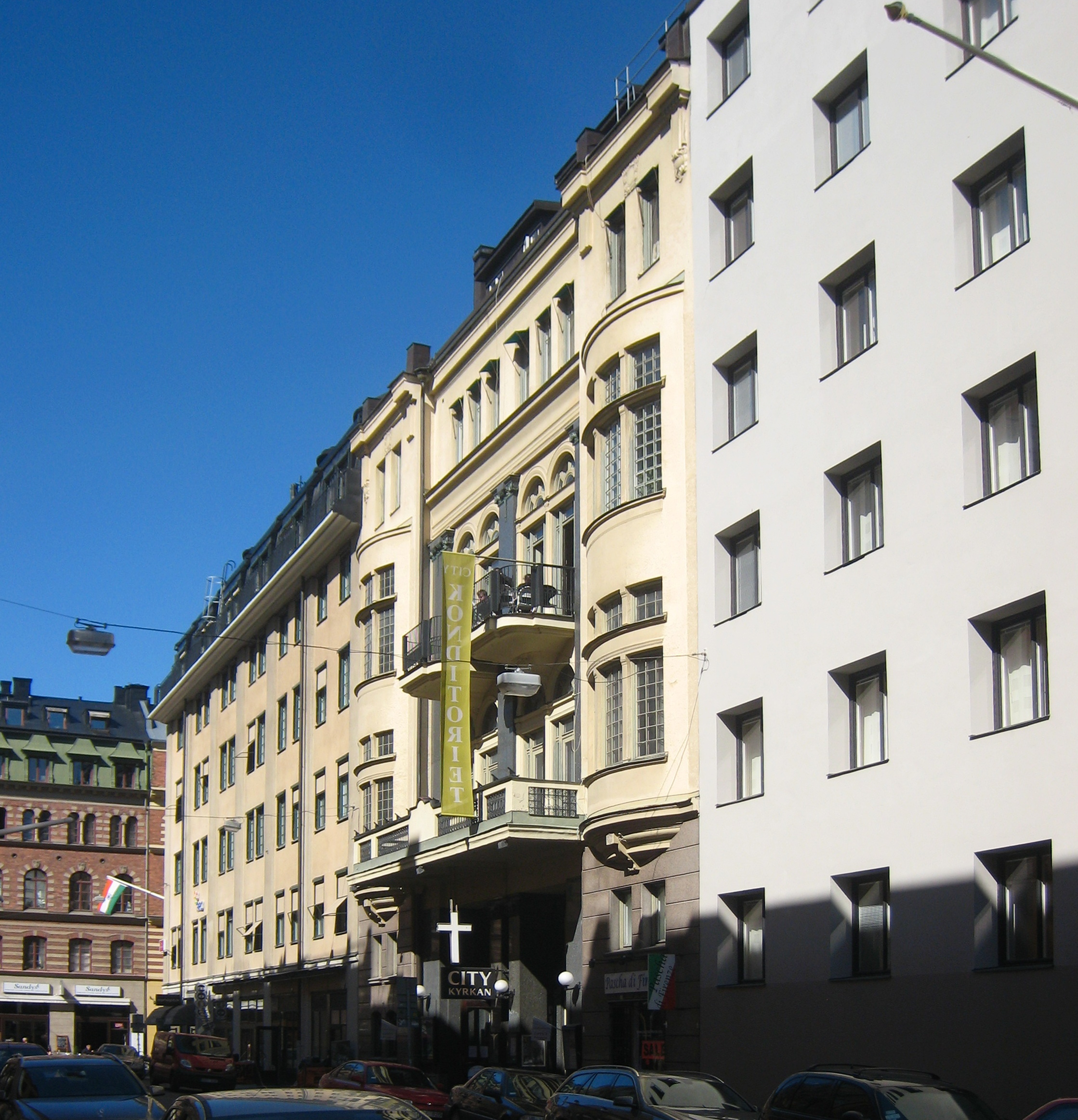
Fenixpalatset, Adolf Fredriks kyrkogata 10.
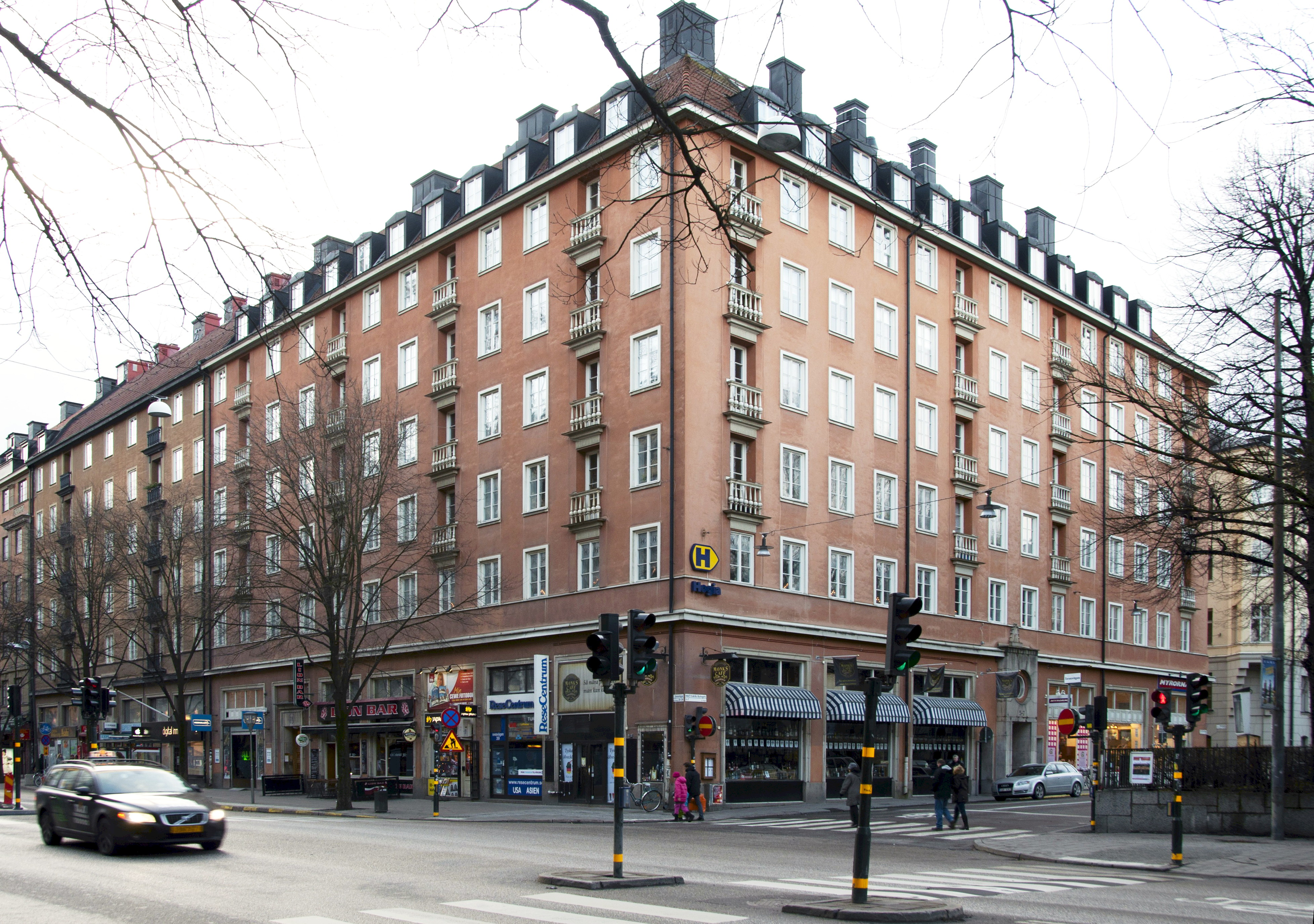
Fasigheten Vargen 7 & 8, hörnet Sveavägen, byggnadsår 1927–1929, arkitekt Rolf Bolin.
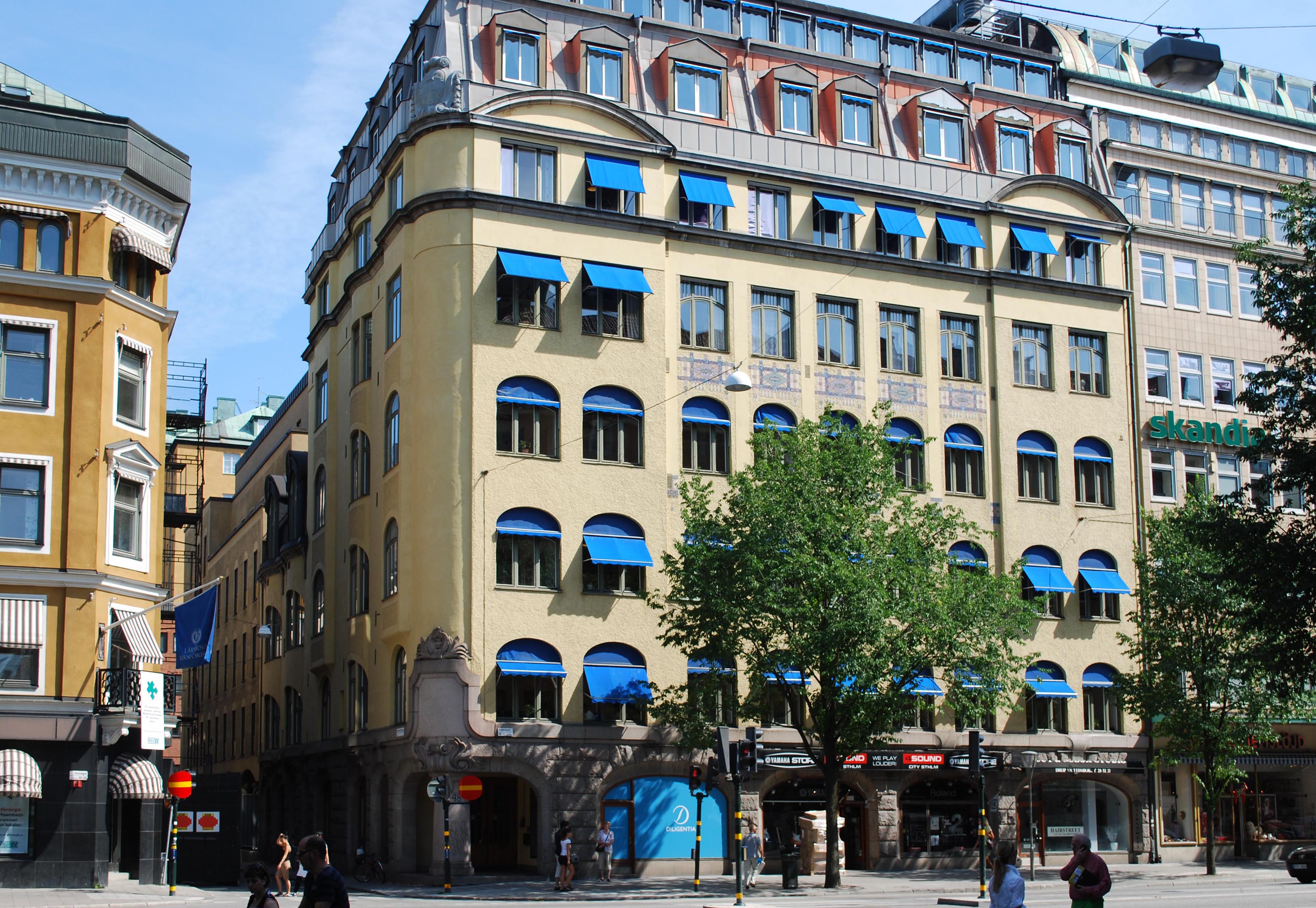
F.d. Ateneum för flickor, hörnet Sveavägen, byggnadsår 1910.
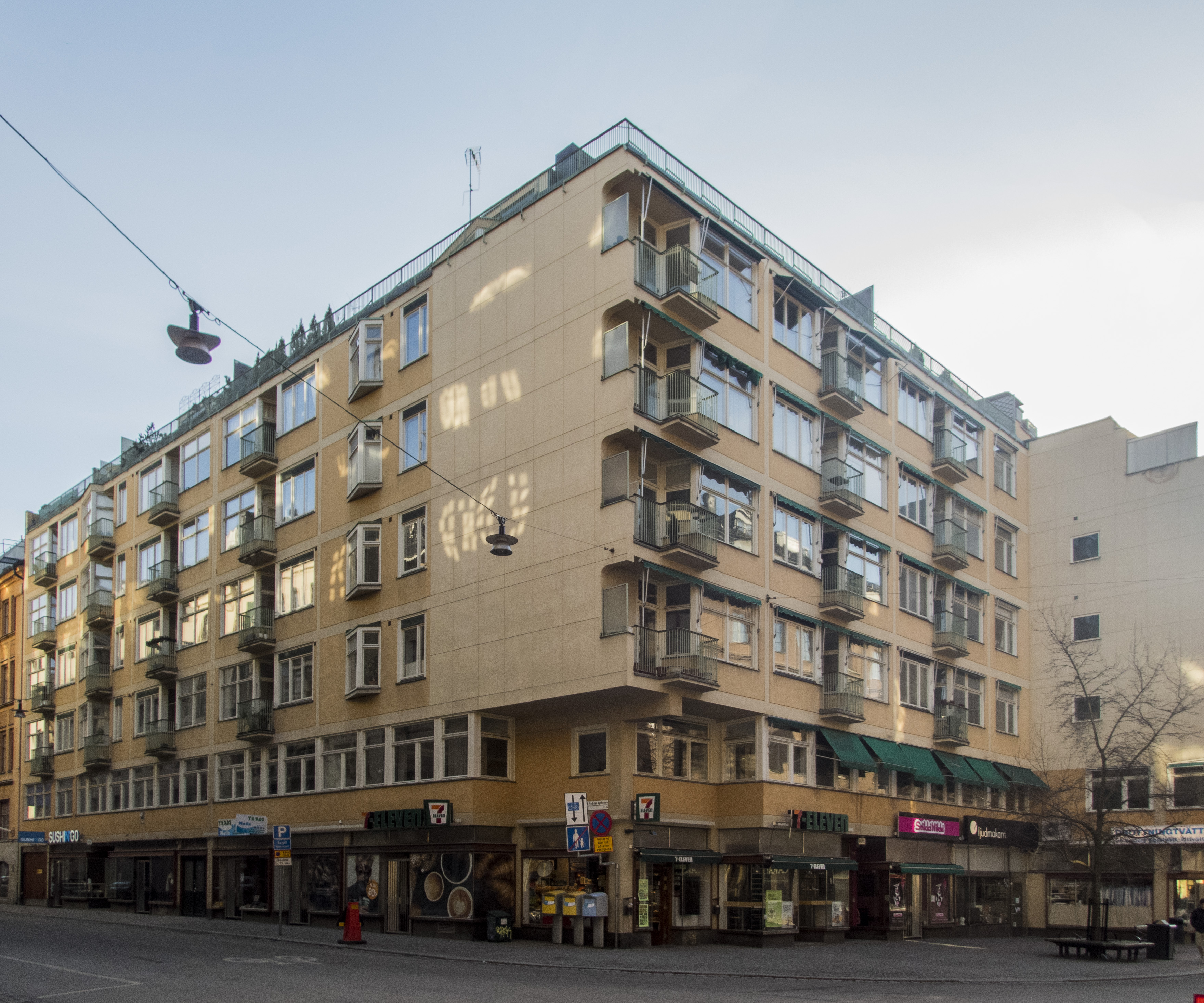
Fastigheten Islandet 15, Adolf Fredriks kyrkogata 15, Drottninggatan 90, byggnadsår 1938–1940 arkitekt Kjell Ödeen.